# Tankred av Hauteville
Tankred av Hauteville var en normandisk adelsman som i början av 1000-talet levde på Cotentinhalvön i dagens Normandie. Han hade tolv söner varav flera skulle utmärka sig som legosoldater i Italien och där skapa det normandiska herraväldet i Syditalien. Han var anfader till Huset Hauteville
Bland dessa återfinns Vilhelm Järnarm, Drago och Humfrid från hans första äktenskap, med Muriella, som skulle komma att efterträda varandra som grevar av Apulien mellan åren 1042 och 1057. 
Hans första son från andra äktenskapet, med Fressenda (eller Fredesenda), Robert Guiscard, övertog titeln och så småningom avancerade till hertig av Apulien och Kalabrien år 1057 samtidigt som Tankreds yngste son blev storgreve över Sicilien, Roger I av Sicilien. Dennes son, Tankreds sonson, blev den förste normandiske kungen av Sicilien under titeln Roger II av Sicilien.